# SBT Podnight
SBT Podnight é um programa de podcasts brasileiro produzido pelos respectivos canais e exibidos em coprodução com o SBT. Reapresentando um compilado de episódios já exibidos pelos podcasts estreou em 26 de fevereiro de 2024 nas madrugadas logo após a exibição do Operação Mesquita. A composição inicial era formada por Flow, Inteligência Ltda., Vênus Podcast, Papagaio Falante e Pod Delas.
Atualmente a programação tem um rodizio de apresentadores entre Sérgio Mallandro, Renato Rabelo, Diguinho Coruja, André Luiz e Laura Portiolli.

## Formato
As atrações são resultado de colaborações estabelecidas com outros estúdios renomados no mercado audiovisual. Elas oferecem entrevistas sem roteiro com grandes nomes da mídia, proporcionando uma conversa franca e espontânea.

## Episódios
- Segunda-feira – Papagaio Falante
- Terça-feira – PodC Mais
- Quarta-feira – Ninho da Coruja
- Quinta-feira – Papagaio Falante
- Sexta-feira – PodC Mais